# Estatera

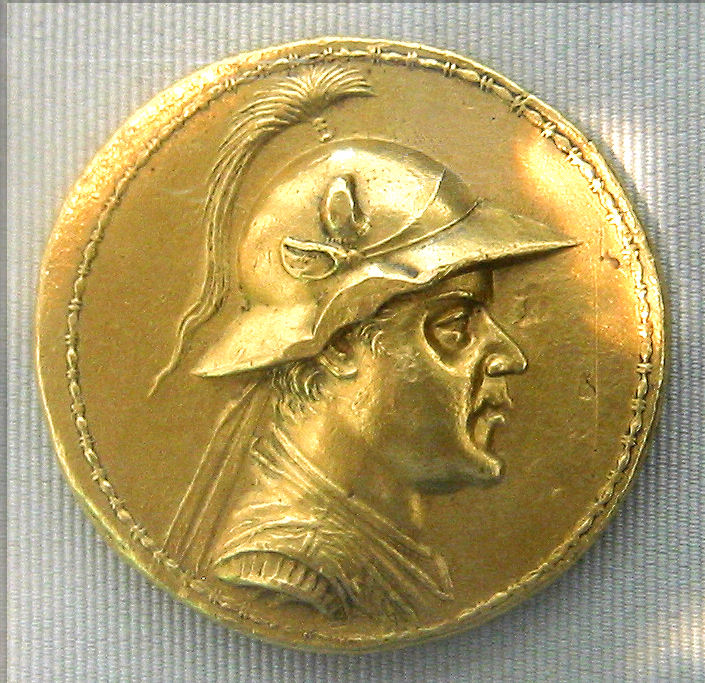
Estatera d'or de Bactriana

Una estatera (en grec antic στατήρ, que es pot traduir per 'estàndard') era una mesura mestra de pes i de diner. Es creu que correspon a la paraula שקל, sheqel, sicle, una unitat monetària usada a l'Orient Mitjà i a Mesopotàmia (Assíria i Babilònia), i correspondria al dàric persa.
Inicialment era la moneda estàndard en els antics sistemes grecs, i la paraula estatera s'aplicava a l'antiga Grècia a una gran varietat de monedes que variaven tant en el metall com en el pes.

## Monedes d'or
Les primeres monedes batudes amb or s'atribueixen a Cressus, rei de Lídia, que portaven gravades les figures d'un lleó i d'un toro, i tenien un pes de 130 grans (uns 8'80 grams), i s'anomenaven στατῆρες Κροίσειοι (estateres de Cressos). Després van aparèixer les monedes d'or perses del mateix pes, anomenades dàrics o στατῆρες Δαρεικοί (estateres de Darios). Cap a l'any 400 aC, Atenes, Rodes, Olint i altres ciutats van emetre les seves estateres d'or amb un pes gairebé igual, 133 grans, i aquest pes el van conservar les estateres emeses per Filip II de Macedònia i Alexandre el Gran. L'estatera grega era invariablement a Grècia un equivalent a la didracma àtica i a la d'Eubea. Hi ha evidències que l'estatera d'or representava el valor d'un bou.

## Monedes de plata
A Grècia, el metall més usat per les monedes era la plata, no l'or. A Egina, l'estatera de plata s'anomenava στατὴρ Αἰγιναῖος (estatera d'Egina) i equivalia a una didracma de 194 grans, i entre els corintis equivalia a un tridracma de 135 grans, que a Sicília s'anomenava δεκάλιτρος στατήρ ("Dekalitros statér"), perquè tenia un valor de deu vegades el d'una litra. A Sicília s'usava també la litra com a estatera, com a mesura del pes i del valor local de les monedes. A Itàlia, les monedes que s'haurien hagut de dir estateres es deien Nummus.
A Atenes la paraula estatera s'aplicava a la didracma d'or i a la tetradracma de plata, en tot cas en èpoques posteriors. A l'època romana es considerava que el dracma àtic era equivalent al denari, i el denari era la vuitena part d'una unça romana de pes, i es considerava que una estatera o tetradracma pesava mitja unça. Les estateres de plata dels Ptolemeus eren equivalents a les tetradracmes.

## Monedes d'electre
Les monedes encunyades amb aquest material en temps antics a l'Àsia menor eren conegudes com a estateres, i es coneixen estateres Φωκαϊκοί (de Focea) i Λαμψακηνοι (de Làmpsac), i Demòstenes parla d'una estatera de Cízic que tenia un valor de 28 dracmes àtiques, totes elles fetes d'electre. Es creu que podien ser equivalents en valor a un dàric. Les estateres de Làmpsac i de Cízic pesaven 248 grans i se n'han trobat en abundància.